# جاك-أنطوان مانويل
جاك-أنطوان مانويل هو محامي وسياسي فرنسي، ولد في 10 ديسمبر 1775 في بارسلونت في فرنسا، وتوفي في 20 أغسطس 1827 في ميزون-لافيت في فرنسا. انتخب نائب فرنسي عن دائرة فونديه (20 أكتوبر 1818 – 24 ديسمبر 1823) وانتخب نائب فرنسي عن دائرة ألب البروفنس العليا (10 مايو 1815 – 13 يوليو 1815).